# Le tempeste che abbiamo
Le tempeste che abbiamo è il quarto album in studio del gruppo musicale italiano Kaufman, pubblicato il 14 dicembre 2014.

## Tracce
1. Alieni – 3:56
2. Modigliani – 2:48
3. Il manifesto struggente di giovani vampiri – 4:01
4. Astronauta – 3:31
5. Santa Kryptonite – 3:01
6. Cacciatori di zombie – 3:14
7. Un aprile immaginato – 2:45
8. Il fiore del Loto – 4:03
9. La mia piccola rivoluzione francese – 3:45
10. Gotham – 3:21